# Андреј Баш
Андреј Баш (Чантавир (Суботица), 1890 — Немачка, ?) је био учесник Шпанског грађанског рата из Војводине.

## Биографија
По занимању био инжењер. Факултет завршио у Будимпешти. Говорио мађарски, српски, немачки, француски и шпански језик. У Првом светском рату био поручник у аустроугарској војсци. Члан Комунистичке партије Југославије постао је 1926. године. Године 1930. одлази у Белгију. По избијању Шпанског грађанског рата прелази у Шпанију (27. октобра 1936). У Албасети постављен за команданта касарне интернационалних јединица. Од 1. априла 1937. био преводилац у официрској школи у Посорубиу. Одатле је распоређен у артиљеријску базу у Алманси. Тамо је био инструктор 2. групе тешке артиљерије Интернационалних бригада. У чин поручника је произведен 11. новембра 1936. Био члан Комунистичке партије Шпаније и секретар ћелије у официрској школи. Умро је у логору у Немачкој.